# Predajnianske vodopády
Predajnianske vodopády je přírodní památka v oblasti Poľana.
Nachází se v katastrálním území obce Predajná v okrese Brezno v Banskobystrickém kraji. Území bylo vyhlášeno či novelizováno v roce 1991 na rozloze 11,7000 ha. Ochranné pásmo nebylo stanoveno.